# Incendio Marshall
El incendio Marshall (en inglés: Marshall Fire) empezó el 30 de diciembre de 2021, poco antes de las 10:30 a. m. MST, cuando se produjo un incendio forestal en el condado de Boulder, Colorado, Estados Unidos. El gran incendio fue llamado Incendio Marshall por las autoridades locales de bomberos. En términos de estructuras perdidas, fue el incendio más destructivo en la historia de Colorado.

## Antecedentes
Una primavera inusualmente húmeda con un crecimiento superior al promedio de la hierba debido a las condiciones húmedas, seguida de un verano y otoño inusualmente cálidos y secos crearon condiciones ideales para los incendios forestales. Además, se registraron fuertes vientos en el área, con ráfagas de hasta 115 millas por hora. Los vientos fueron impulsados por el efecto de la ola de montaña y permitieron una rápida propagación del fuego. También se observaron los efectos de los fuertes vientos en el campus de Boulder de la Universidad de Colorado, donde se informaron ramas y árboles caídos.

## Causas
El 2 de enero de 2022, el sheriff del condado de Boulder, Joe Pelle, informó que los investigadores de incendios identificaron un vecindario junto a la carretera estatal 93 y Marshall Road como el origen del incendio, pero aún no han determinado un origen o causa exacta. La Oficina del Sheriff del Condado de Boulder también confirmó que los agentes recibieron consejos y ejecutaron una orden de registro con respecto a la fuente del incendio.
Los informes iniciales indicaron que el incendio de Marshall pudo haber sido causado por líneas eléctricas caídas, pero una encuesta realizada por Xcel Energy no encontró líneas eléctricas caídas en el área donde comenzó el incendio. Un informe de noticias posterior mostró que la fuente del incendio Marshall pudo haber sido un cobertizo en llamas en la autopista 93 y 170, en lugar de líneas eléctricas caídas. La estructura era propiedad de Twelve Tribes, una secta cristiana marginal fundada en la década de 1970. Tres semanas después del incendio, los incendios subterráneos en minas de carbón abandonadas también surgieron como una posible fuente.

## Propagación
El incendio Marshall se informó por primera vez al 911 el 30 de diciembre de 2021 en la intersección de Colorado 93 y Marshall Road alrededor de las 11:00 a. m. La primera unidad de extinción de incendios estuvo presente en la escena dentro de los 4 minutos posteriores al envío. La unidad de respuesta inicial no pudo identificar la ubicación del incendio durante 9 minutos después de la llegada. Una vez que la unidad identificó la ubicación del incendio, los fuertes vientos ya habían comenzado a propagar rápidamente el fuego. Tres minutos después de encontrar el incendio, se determinó que estaba fuera de control y se llamaron unidades adicionales para ayudar. A las 11:44 el jefe de bomberos pidió que se revirtiera la llamada al 911 para ordenar la evacuación de los residentes a 2 millas a favor del viento del incendio. Al mediodía, el fuego había llegado a la ciudad de Superior, tres millas al este, lo que provocó que la gente escapara de las tiendas allí. En otra hora se habían ordenado las primeras evacuaciones de decenas de miles de personas, comenzando con la ciudad de Superior y más tarde las ciudades de Louisville, Broomfield y el condado no incorporado de Boulder. Se reportaron ráfagas de viento de 115 millas por hora (185 km/h), y la extensión del incendio fue estimada en 1600 acres (650 ha) a las 5:00 p. m. y había aumentado a 6200 acres (2500 ha) a las 10:00 a. m. el 31 de diciembre.
En la noche del 31 de diciembre al 1 de enero, las fuertes nevadas pusieron fin al incendio.

## Evacuación
Se emitieron órdenes de evacuación para Louisville, Superior y partes de Broomfield. Otras partes de Broomfield, junto con partes de Lafayette, Arvada y Westminster recibieron órdenes de pre-evacuación.

## Impacto
Hasta la noche del 1 de enero de 2022, se estima que 1084 estructuras, incluidas casas, un hotel y al menos un centro comercial, se habían quemado como resultado de la rápida propagación del incendio marshall, y otras 149 resultaron dañadas. Menos de 12 horas después de encenderse, el incendio superó al incendio de Black Forest de 2013 como el más destructivo del estado en términos de estructuras perdidas. En respuesta a los incendios, el gobernador Jared Polis declaró el estado de emergencia alrededor de las 3:15 p. m. MST el día del brote y ordenó un retraso en tierra en el Aeropuerto Internacional de Denver.
El Departamento de Transporte de Colorado cerró múltiples carriles y carreteras como resultado de choques y los propios incendios; la U.S. Route 36 fue cerrada en ambas direcciones desde Boulder hasta Broomfield y una parte de la Carretera Estatal de Colorado 470 fue cerrada por completo cerca de Morrison. También se emitieron advertencias de seguridad para los viajeros en un tramo de la Interestatal 70 entre Golden y Georgetown y la Carretera Estatal de Colorado 93 fue cerrada temporalmente durante 40 minutos a última hora de la mañana.

### Víctimas
Se confirmaron seis lesiones por quemaduras en el condado de Boulder. Los restos de un hombre del área de Marshall fueron encontrados el 5 de enero. Una mujer de Superior sigue desaparecida y se presume muerta. El hombre de Marshall que pereció fue identificado como Robert Sharpe, de 69 años. La mujer desaparecida es Nadine Turnbull, de 91 años.

## Recuparación
Para los afectados por los incendios, el presidente y CEO de la Cámara de Colorado, Loren Furman, anunció que la Cámara de Colorado estaba unida para ayudar a los miembros y a todas las empresas y residentes locales afectados por el incendio. La Alianza de la Cámara del Noroeste creó un sitio web que centralizó los recursos para las empresas para la ayuda federal y estatal, los recursos locales y la información de donaciones.
El presidente de Estados Unidos, Joe Biden, respondió al incendio permitiendo que la Agencia Federal para el Manejo de Emergencias (FEMA, por sus siglas en inglés) ayudara.